# Yzengremer
Yzengremer is een gemeente in het Franse departement Somme (regio Hauts-de-France) en telt 548 inwoners (2004). De plaats maakt deel uit van het arrondissement Abbeville.

## Geografie
De oppervlakte van Yzengremer bedraagt 3,4 km², de bevolkingsdichtheid is 161,2 inwoners per km².
De onderstaande kaart toont de ligging van Yzengremer met de belangrijkste infrastructuur en aangrenzende gemeenten.

## Demografie
Onderstaande figuur toont het verloop van het inwonertal (bron: INSEE-tellingen).